# 沃洛相卡 (大別列茲尼區)
48°58′51″N 22°48′26″E / 48.98083°N 22.80722°E
沃洛相卡（烏克蘭語：Волосянка）是烏克蘭西部的村莊，隸屬外喀爾巴阡州的烏日霍羅德區。該村始建於1885年，面積37.85平方公里，海拔高度481米，2001年人口1,646，人口密度每平方公里43.49人。

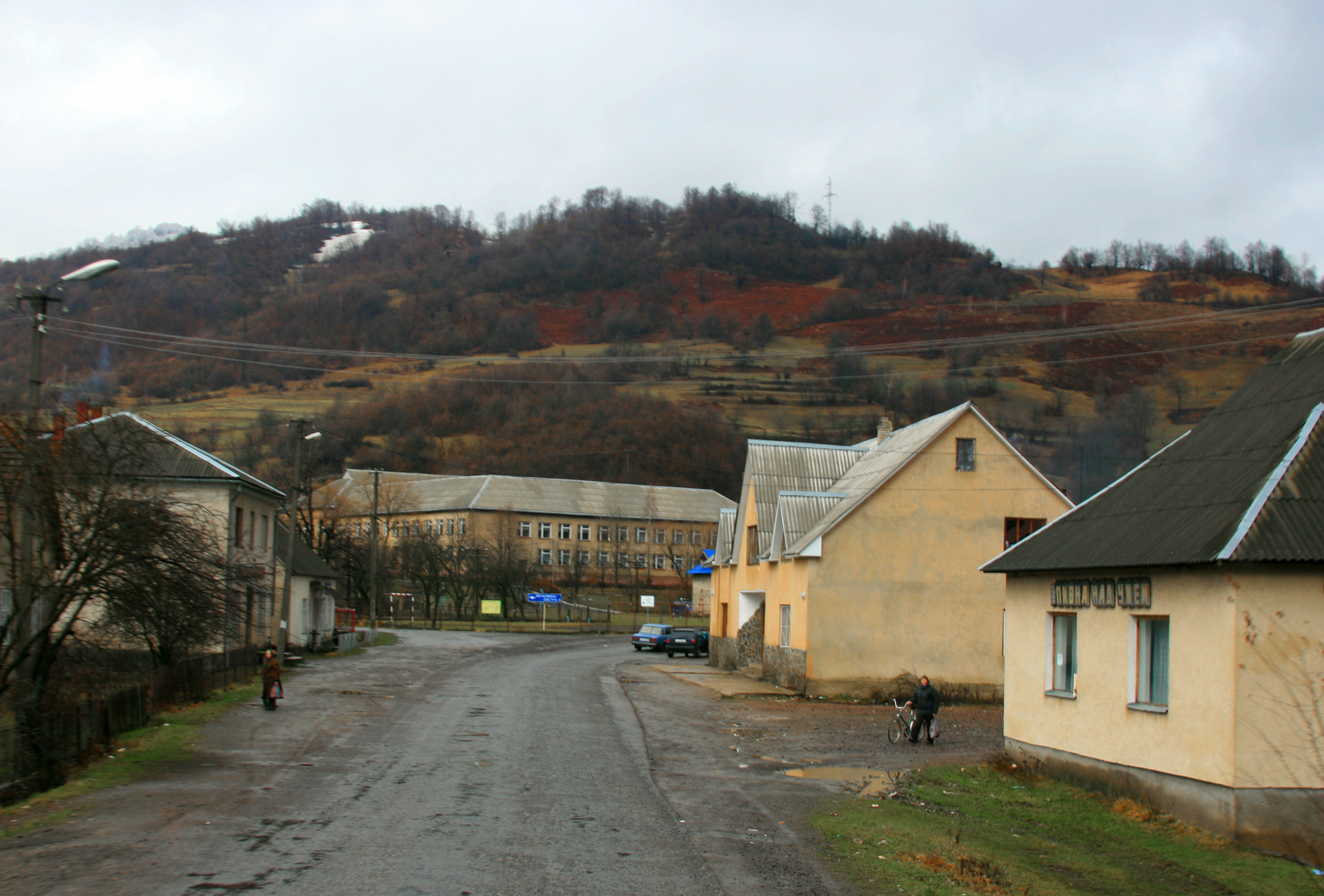